# Трупные явления
Трупные явления — изменения, которым подвергаются органы и ткани трупа после наступления биологической смерти. Трупные явления подразделяются на ранние и поздние. К ранним относятся охлаждение трупа, трупные пятна, трупное окоченение, высыхание и аутолиз; к поздним — гниение, скелетирование, мумификация, восковизация и торфяное дубление.

## Зависимость от скорости наступления смерти
Вне зависимости от механизма наступления биологической смерти, ей всегда предшествует момент наступления клинической смерти. В зависимости от скорости наступления смерти выделяют смерть агональную и смерть острую. Агональная смерть сопровождается достаточно длительным терминальным периодом, а при острой смерти терминальный период короткий или практически отсутствует (типичным примером острой смерти является смерть при механической асфиксии). Наступлению смерти всегда предшествуют терминальные состояния, которые влияют на характер посмертных изменений.

## Ранние трупные явления
Для ранних трупных явлений характерно появление через несколько часов после наступления биологической смерти, и они, как правило, постепенно исчезают через несколько суток, сменяясь поздними трупными изменениями.

### Трупное высыхание
Трупное высыхание захватывает преимущественно те участки тела человека, которые при жизни были увлажнены, — слизистую оболочку губ, роговицы и белочные оболочки глаз, мошонку, малые половые губы, а также участки кожи, лишённые эпидермиса, — ссадины (в том числе и посмертные), края ран, странгуляционную борозду и тому подобное.
Время появления и скорость развития во многом зависят от состояния окружающей среды. Чем выше температура и ниже влажность, тем быстрее наступает и более выражено высыхание трупа. Уже через 2—3 часа в обычных условиях наблюдается помутнение роговиц, возникают жёлто-бурые участки на белочных оболочках глаза, получившие название «пятен Лярше». При проведении действий во время реанимации или при повреждении эпидермиса после наступления биологической смерти могут возникать посмертные ссадины, в процессе высыхания они могут принимать вид «пергаментного пятна». К концу первых суток высохшие участки становятся плотными на ощупь, приобретают жёлто-бурый или красно-бурый цвет. При этом их можно ошибочно принять за прижизненные повреждения. Об этом следует особо помнить при исследовании переходной каймы губ, рефлексогенных зон — мошонки, половых губ и других участков кожи. Различать прижизненные и посмертные ссадины можно по следующим признакам:
- пятно высыхания локализуется на поверхностных участках кожи или слизистых и отсутствует в глубине складок;
- на разрезе, находящемся в подлежащих тканях прижизненной ссадины (жировая клетчатка, собственно кожа), можно обнаружить кровоизлияния, которые отсутствуют у пергаментного пятна;
- если на участок высыхания положить влажную марлю или вату, то через 30 — 60 мин кожа или слизистая вновь приобретёт прежние свойства и не будет отличаться от окружающих тканей, а прижизненная ссадина сохранит свои морфологические признаки;
- гистологическое исследование тканей позволяет выявить признаки прижизненного повреждения.

Таким образом, трупное высыхание не несёт существенной судебно-медицинской информации о том, как давно наступила смерть, но в то же время позволяет оценить, нанесены ли повреждения при жизни.

### Посмертное охлаждение
Охлаждение трупа обусловлено прекращением эндогенной выработки тепла из-за того, что после наступления биологической смерти метаболизм прекращается. Первые признаки охлаждения трупа на ощупь определяются спустя 1—2 часа после наступления смерти в дистальных отделах тела. Через 4—5 часов можно пальпаторно определить снижение температуры участков тела, находящихся под одеждой, в подмышках снижение температуры определяется через 6—7 часов. В обычных условиях (при температуре 18° С) труп в одежде охлаждается приблизительно на 1 градус Цельсия в час, — таким образом, через 17—18 часов температура тела станет равна температуре окружающего воздуха. В настоящее время используются инструментальные методы определения температуры трупа (термометрия, электротермометрия) и математические методы оценки скорости охлаждения. При аномально высокой температуре тела живот у трупа может разорваться. Несмотря на очевидные успехи, проблема установления давности наступления смерти по степени охлаждения трупа всё ещё актуальна и требует дальнейших углублённых исследований.

### Трупное окоченение (rigor mortis)
Представляет собой сокращение мышечных волокон и специфические изменения, следующие за этим. Внешние проявления этого процесса можно разделить по группам, в зависимости от типа мускулатуры, в которой происходит окоченение.
- В поперечно-полосатой мускулатуре внешние признаки окоченения проявляются в виде её ригидности, оче́рченности и рельефности. Мышцы-сгибатели являются более мощными, чем разгибатели, в связи с чем происходит сгибание верхних конечностей в локтевых суставах и суставах кисти, нижние конечности сгибаются в тазобедренных и коленных суставах. При полностью развившемся трупном окоченении трупы принимают положение, напоминающее позу борца или боксера (верхние конечности полусогнуты в локтевых суставах, несколько приподняты и приведены, кисти полусжаты, нижние конечности полусогнуты в тазобедренных и коленных суставах). Наиболее выражена эта поза при действии высокой температуры, когда мышечное окоченение трупа сочетается с температурной деструкцией мышечной ткани.
- Окоченение гладкой мускулатуры проявляется так называемой «гусиной кожей», сокращением сосков, сфинктеров, что приводит к выделению экскретов. При наступлении смерти сердце находится в состоянии диастолы.
- Впоследствии развивается окоченение миокарда, что приводит к посмертной систоле и выдавливанию крови из желудочков сердца. В связи с тем, что левая половина сердца более мощная, чем правая, в правом желудочке остаётся больше крови, чем в левом. После разрешения трупного окоченения сердце возвращается в диастолу.
- Окоченение гладкой мускулатуры желудочно-кишечного тракта формирует резко выраженные, подчеркнутые складки слизистой оболочки, может приводить к перемещению содержимого.
- Окоченение беременной матки в сочетании с давлением абдоминальных газов может приводить к выталкиванию плода и так называемым «родам в гробу».

Оценка трупного окоченения позволяет получить много судебно-медицинской информации. Эксперт, оценивая выраженность и характер трупного окоченения, может получить следующую информацию:
1. Трупное окоченение указывает на несомненное наступление смерти.
2. По степени выраженности трупного окоченения в различных группах мышц можно ориентировочно судить о давности наступления биологической смерти.
3. Выраженность трупного окоченения в сравнении с другими ранними трупными изменениями позволяет судебно-медицинскому эксперту ориентировочно определить вероятную причину смерти.
4. Сравнительный анализ выраженности трупного окоченения в симметричных группах мышц даёт возможность эксперту оценить возможность искусственного изменения позы и вероятное время этого изменения.
5. Трупное окоченение фиксирует посмертную позу умершего и предметы, умышленно вложенные в его руки.

### Трупные пятна (livores)

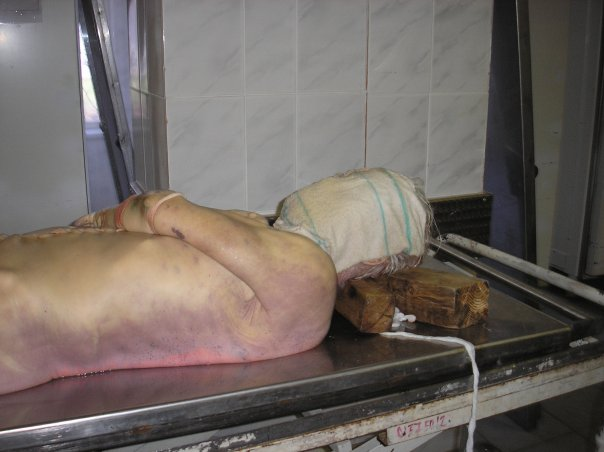
Трупные пятна

Трупные пятна (лат. hypostatici, livores cadaverici, vibices) являются, пожалуй, самым известным признаком наступления биологической смерти. Они представляют собой, как правило, участки кожи сине-фиолетовой окраски. Возникают трупные пятна за счёт того, что после прекращения сердечной деятельности и утраты тонуса сосудистой стенки кровь начинает перемещаться по сосудам пассивно под действием силы тяжести и концентрируется в нижерасположенных участках тела.
Первые трупные пятна появляются при острой смерти через 1—2 часа, при агональной — через 3—4 часа после момента наступления биологической смерти, в виде бледных участков окрашивания кожи. Максимума интенсивности окраски трупные пятна достигают к концу первой половины суток. В течение первых 10—12 часов происходит медленное перераспределение крови в трупе под действием силы тяжести.

### Аутолиз
Трупный аутолиз, то есть самопереваривание тканей, связан с разрушением ферментных систем, принимающих участие в клеточном обмене. Дезорганизация и дезинтеграция ферментных систем происходит в процессе умирания различных тканей организма. При этом ферментные системы, бесконтрольно распространяясь, оказывают воздействие на собственные клеточные структуры, вызывая их быстрый распад.
Трупный аутолиз занимает промежуточное место между ранними и поздними трупными изменениями. С одной стороны, трупный аутолиз развивается в течение первых суток после наступления смерти, как и все другие ранние трупные изменения. С другой стороны, ранние трупные изменения не связаны со структурными изменениями органов и тканей, с изменениями их морфологии, что является характерным для поздних трупных изменений. Трупный же аутолиз вызывает весьма существенные структурные изменения и по этому проявлению приближается к поздним трупным изменениям.

## Поздние трупные явления и консервирующие процессы

### Гниение
Гниение представляет собой разложение сложных органических соединений под воздействием микроорганизмов до более простых. В конце концов в результате гниения происходит полное разложение белков, жиров, углеводов и других биологических веществ с образованием воды, сероводорода, углекислого газа, аммиака, метана и других соединений.

### Мумификация
Мумификация относится к поздним трупным явлениям консервирующего характера. Происхождение термина «мумификация» связано с египетскими мумиями и означает высыхание трупа при естественных условиях либо при применении специальных методов. Для развития естественной мумификации необходимо сочетание нескольких обязательных условий: сухой воздух, хорошая вентиляция и повышенная температура. Как правило, мумифицированию подвергаются трупы со слабовыраженной подкожножировой клетчаткой, трупы новорождённых.

### Торфяное дубление
Находясь в торфянистой почве, трупы могут подвергаться торфяному дублению. Торфяное дубление развивается под действием гуминовых (иногда их называют гумусовыми) кислот. Под воздействием гуминовых кислот кожа подвергается «дублению», уплотняется, приобретает буро-коричневый цвет, внутренние органы уменьшаются в объёме. Существенные изменения происходят в костях. Гуминовые кислоты способствуют вымыванию минеральной основы костной ткани, растворяя её. При этом кости по своей консистенции становятся похожими на хрящи, легко режутся ножом, достаточно гибкие.
Примером торфяного дубления могут служить так называемые болотные люди.

### Жировоск
Жировоск (сапонификация или омыление) также относится к поздним трупным изменениям. Необходимыми условиями образования жировоска являются высокая влажность и отсутствие кислорода, которые чаще всего встречаются при захоронениях во влажных глинистых почвах, при нахождении трупа в воде и при других сходных условиях. В условиях повышенной влажности и отсутствия кислорода начавшиеся гнилостные процессы постепенно останавливаются, ткани и органы пропитываются водой.

### Скелетирование
Представляет собой процесс окончательного распада трупа на кости скелета, в результате гниения разрушаются мягкие ткани, затем связки. Труп распадается на отдельные кости. В отдельных случаях прижизненной кальцификации связок при разного рода артритах скелет может некоторое время сохранять связность.

## Минерализация
Минерализация — процесс разложения трупа на отдельные химические элементы и простые химические соединения. Для классических типов захоронений (в деревянном гробу, в грунтовой могиле) период минерализации составляет, в зависимости от почвенно-климатических условий региона, от 10 до 30 лет. По окончании процесса минерализации от трупа остаётся только скелет, который распадается на отдельные кости и в таком виде может существовать в грунте сотни и тысячи лет.
При сжигании трупа в крематории (температура кремации +1100 — +1200 °C) период минерализации составляет около 2 часов.